# تپه قزل گومز
تپه قزل گومز مربوط به سدهٔ ۶ تا ۸ ه.ق است و در شهرستان تکاب، بخش مرکزی، دهستان انصار، روستای دورباش واقع شده و این اثر در تاریخ ۷ اسفند ۱۳۸۵ با شمارهٔ ثبت ۱۷۷۳۷ به‌عنوان یکی از آثار ملی ایران به ثبت رسیده است.